# 제프 피온테크
요제프 에마누엘 후베르투스 "제프" 피온테크(독일어: Josef Emanuel Hubertus "Sepp" Piontek, 1940년 3월 5일, 돌니실롱스크 주 브로츠와프 ~)는 독일의 전직 축구 선수이자 감독이다.

## 선수 경력
피온테크는 제2차 세계 대전이 한창인 와중에 브로츠와프에서 출생했다. 그는 게르마니아 레어에서 축구를 시작했다. 1963년부터 1972년까지는 베르더 브레멘 소속 측면 수비수로 203번의 분데스리가 경기에 출전해 14골을 기록했고, (그는 앞서 1960년부터 1963년까지 북부 오버리가 무대에서 75경기 출전해 1골을 기록하기도 했다.) 서독 국가대표팀 경기에도 6번 출전하였다.(득점 기록 없음)

## 감독 경력
은퇴 후, 그는 독일 무대에서 베르더 브레멘(1971–1975), 뒤셀도르프(1975–1976), 그리고 장크트 파울리(1978–1979) 감독직을 역임했다. 1979년, 피온테크는 아이티 국가대표팀(1976–1978)에 이어 덴마크를 자신의 2번째로 역임할 국가대표팀 사령탑으로 취임했다. 그는 115번의 국가대표팀 경기에서 덴마크를 지도해 덴마크를 1986년에 사상 첫 월드컵 본선 진출로 이끌었다. 그의 임기에 덴마크 국가대표팀에는 프로 선수 1세대들이 활약했는데, 그의 임기에 덴마크 국가대표팀은 "다이너마이트 군단"으로 수식되었다. 그는 1990년 4월에 덴마크가 1990년 월드컵 본선 진출이 실패하자 국가대표팀 사령탑을 내려놓았고, 이후 피온테크의 스승이었던 유프 데어발 감독의 조언에 따라 튀르키예 감독직을 1990년 5월부터 1993년까지 역임했고, 유로 1992와 1994년 월드컵에 모두 본선행이 좌절되었지만, 튀르키예 국가대표팀을 정비해 그의 임기 후로 튀르키예 축구가 비상하기 시작했다.
1990년대 중반에 들어 피온테크는 덴마크 무대로 복귀해 올보르와 실케보르를 지휘했고, 이후 그린란드 국가대표팀을 지도했다. 그는 이후 강사로 활동했다.

## 수상

### 선수
베르더 브레멘
- 분데스리가
  - 우승: 1964–65
  - 준우승: 1967–68
- DFB-포칼: 1961

### 개인
- 구에린 스포르티보 올해의 감독: 1983